# Proterogyrinus

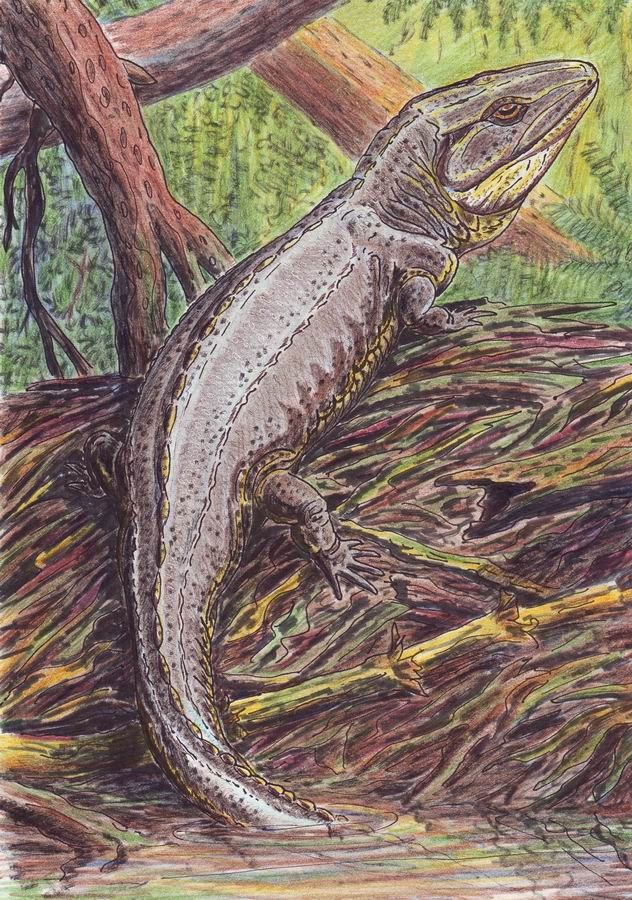
Художня реконструкція

Proterogyrinus був вимерлим родом ранніх чотириногих із ряду Embolomeri. Викопні рештки Proterogyrinus були знайдені в Шотландії (Велика Британія), і Західній Вірджинії (США), і датуються серединою кам'яновугільного періоду, тобто приблизно від 331 до 323 мільйонів років тому. Рід спочатку був названий відомим палеонтологом хребетних Альфредом Шервудом Ромером у 1970 році. Повний переопис пізніше був опублікований канадським палеонтологом Робертом Холмсом у 1984 році. Родова назва "Proterogyrinus" по-грецьки означає "ранній мандрівник" або "ранній пуголовок". Ця назва була обрана Ромером відповідно до тенденції називати ранніх довготілих чотириногих (таких як Eogyrinus і Crassigyrinus) суфіксом «-gyrinus».
Ромер вагався щодо позначення Proterogyrinus справжнім емболомером, оскільки його інтерцентри (передня частина кожного хребця) були меншими, ніж плевроцентри (задня частина). Він використовував групу Anthracosauria, щоб охопити емболомери та їхніх близьких родичів, таких як Proterogyrinus. Однак інші джерела віддають перевагу ширшому визначенню Embolomeri, подібному до Anthracosauria Ромера, таким способом враховуючи Proterogyrinus як embolomer.

## Опис
У більшості аспектів Proterogyrinus нагадував інших емболомерів, таких як Archeria, з помірно витягнутим черепом, який був вищим, ніж у інших ранніх чотириногих, таких як колостеїди та темноспондили. Представники роду мали міцні кінцівки з декількома повністю окостенілими щиколотками та кістками зап’ястя. Це дало б Proterogyrinus можливість ходити та полювати на землі. Однак наявність канавок бічної лінії та вушних виїмок, які, ймовірно, містили дихальця, показують, що вони, ймовірно, були краще пристосовані для води. Хвіст був довгим і високим і, ймовірно, був потужним засобом пересування. Очі були розташовані високо на черепі, підтверджуючи ідею про активний спосіб життя Proterogyrinus біля поверхні води.